# Comando de Aeródromo E (v) 218/XII
El Comando de Aeródromo E (v) 218/XII (Flieger-Horst-Kommandantur E (v) 218/XII) fue una unidad de la Luftwaffe durante la Segunda Guerra Mundial.

## Historia
Fue formado el 1 de abril de 1944 en Théville, a partir del Comando de Aeródromo E 15/XII.

## Servicios
- abril de 1944 – agosto de 1944: en Théville (Francia).
- septiembre de 1944 – 1 de febrero de 1945: en Leipheim bajo el Comando de Base Aérea 11/VII.
- 1 de febrero de 1945 – abril de 1945: en Wengerohr bajo el Comando de Base Aérea 12/VII.